# A Estação
A Estação: Jornal ilustrado para a família, foi uma antiga revista carioca da época do Brasil Império, publicada entre 1879 e 1904.

## Perfil
A revista abordava a moda como objeto principal, caracterizando as tendências dos estilos vitoriano e eduardiano.
Direcionada ao público feminino, é notável por publicar, em folhetins, escritos de Machado de Assis, como seu romance Quincas Borba, antes de ser lançado como livro.
No total, a revista publicou 37 contos, 6 poemas, uma novela e um romance do autor, além de muitos outros trabalhos, como críticas, resenhas, editoriais, traduções, variedades, entre outros.